# Namiestnik Wielkiego Mistrza Zakonu Maltańskiego
Namiestnik Wielkiego Mistrza Zakonu Maltańskiego (wł. Luogotenente del Gran Maestro del Sovrano Militare Ordine di Malta, ang. Lieutenant of the Grand Master of the Sovereign Military Order of Malta) – zgodnie z Konstytucją Zakonu Maltańskiego pozostaje na stanowisku przez rok z takimi samymi uprawnieniami jak Wielki Mistrz. Namiestnik Wielkiego Mistrza musi ponownie zebrać Pełną Radę Państwa przed końcem swojego mandatu.
Namiestnik Wielkiego Mistrza musi w pełni poświęcić się rozwojowi dzieł Zakonu i być przykładem dla wszystkich członków w zakresie praktyk religijnych. Ma on najwyższy autorytet. Wraz z Radą Suwerenną wydaje przepisy prawne nieprzewidziane w Karcie Konstytucyjnej, ogłasza akty prawne rządu i ratyfikuje umowy międzynarodowe.
Namiestnik Wielkiego Mistrza rezyduje w siedzibie Zakonu Maltańskiego, Pałacu Magistralnym w Rzymie.